# Psila japonica
Psila japonica är en tvåvingeart som beskrevs av Iwasa 1991. Psila japonica ingår i släktet Psila och familjen rotflugor. Inga underarter finns listade i Catalogue of Life.